# Drapeau de la Grèce
L'actuel drapeau de la Grèce est composé de neuf bandes bleues et blanches, avec un carré bleu à croix blanche sur le canton.
Il a été adopté pour la première fois au cours de l'Assemblée nationale d'Épidaure, et fixé par décret en mars 1822 : celui des forces terrestres consistait en une croix blanche sur fond bleu, celui de la marine militaire étant similaire au drapeau actuel. Les raisons et la symbolique de ce choix ne sont pas connues précisément, et font l'objet de nombreuses théories populaires. La première ainsi que la dernière bande étant bleues et pouvant symboliser le ciel et les cinq mers (Méditerranée, Ionienne, du Dodécanèse, Égée et mer de Thrace).

## Historique

Armes d’Othon Ier (roi de Grèce) : d'azur à la croix alésée d'argent, sur le tout fuselé en bande d'azur et d'argent, qui est de Bavière.

Le Serment à Aghia Lavra.
Ce tableau de Theodoros P. Vryzakis (1865) commémore le soulèvement du 25 mars 1821.

Le bleu et le blanc étaient les couleurs du blason impérial et du drapeau des dynasties de la Macédoine (IXe – XIe siècle) et du Paleologos (XIIIe – XVe siècle), ainsi que celles du trône du patriarche œcuménique.
Selon le « mythe fondateur » de la guerre d'indépendance grecque, le motif de la croix blanche sur fond bleu serait apparu pour la première fois en 1807, lorsque l’higoumène (supérieur ou abbé) du monastère Evanguelistria, à Skiathos, fait prêter serment au général Theódoros Kolokotrónis (1770 – 1843) sur ce drapeau.
Le décret de mars 1822 établit trois drapeaux, un pour les forces terrestres (croix blanche sur fond bleu), un pour la marine militaire (comme l'actuel) et un pour la marine marchande. Ce dernier sera peu utilisé, le drapeau de la marine militaire devenant le seul drapeau naval dès la fin de la guerre et étant aussi fréquemment utilisé comme drapeau national en parallèle avec celui des forces terrestres.
Selon Michel Pastoureau, le bleu du drapeau grec vient des couleurs de la Bavière.
Ce motif correspond aux premières armoiries de la Grèce, celles d’Othon Ier, deuxième fils du roi Louis Ier de Bavière et élu premier roi de Grèce en 1832 : les couleurs azur et argent de la « croix grecque » (ou croix alésée) sont fort opportunément celles de l'écu de Bavière brochant sur le tout.
Le drapeau des forces terrestres fut adopté comme drapeau national en 1833 par Othon de Bavière lors de la création du royaume de Grèce ; diverses variantes avec et sans couronne furent utilisées de 1833 à 1978. Différentes teintes de bleu et différentes proportions ont aussi été utilisées.
Le drapeau maritime, utilisé par les marines marchande et militaire du royaume (avec une couronne pour la première à la fin du XIXe siècle) fut officiellement adopté comme seul drapeau national en 1969, pendant le régime des Colonels. Après le retour de la démocratie, le drapeau terrestre a été réutilisé de 1975 à 1978, date à laquelle le drapeau maritime est redevenu le seul drapeau national.

## Symbolique
La croix symbolise la foi chrétienne et la victoire sur l’occupant. Elle rappelle en effet la croix que l’empereur Constantin Ier, selon la tradition, vit dans le ciel de Rome la veille de la bataille du pont Milvius, le 28 octobre 312. « Par ce signe, tu vaincras », lui aurait signifié sa vision. L’épisode marque symboliquement l’origine de la période byzantine de l’histoire de l’Empire romain.
Les neuf bandes horizontales seraient le rappel des neuf syllabes qui constituent la devise grecque Ελευθερία ή θάνατος (Elefthería í thánatos), soit « la liberté ou la mort », slogan pour la lutte pour l'indépendance de 1821. Les cinq bandes bleues pourraient représenter les cinq mers qui entourent la Grèce : la mer Ionienne, la mer Méditerranée, la mer de Crète, la mer Égée et la mer de Thrace. Les bandes blanches, elles, rappelleraient les fustanelles blanches des combattants.

## Drapeaux historiques

Drapeau des révolutionnaires grecs lors de la guerre d'indépendance contre l'Empire ottoman
Drapeau de la marine marchande tel que défini en mars 1822

### Utilisation générale

Drapeau de la Grèce pendant la dictature des colonels de 1970 à 1975.
Drapeau du président de la Grèce pendant la dictature des colonels de 1973 à 1974.
Drapeau de la Troisième République utilisé depuis 1978.

### Utilisation terrestre

Drapeau de la Première République hellénique de 1822 à 1832.
Drapeau du royaume de Grèce de 1863 à 1924.
Drapeau de la Deuxième République hellénique de 1924 à 1935.
Drapeau du royaume de Grèce de 1935 à 1973.
Drapeau de la Troisième République hellénique de 1975 à 1978.

### Utilisation maritime

Pavillon utilisé pendant les deux premières républiques
Pavillon utilisé lors du règne d'Othon Ier
Pavillon du royaume de Grèce

## Sources
- Institut d'études néo-helléniques de Paris.